# Amiantastis
Amiantastis är ett släkte av fjärilar. Amiantastis ingår i familjen säckspinnare.
Kladogram enligt Catalogue of Life:
| Amiantastis | \| \| Amiantastis brachycasis \| \| \| \| \| \| Amiantastis manicola \| \| \| \| \| \| Amiantastis sciospora \| \| \| \| |
|             | \| \| Amiantastis brachycasis \| \| \| \| \| \| Amiantastis manicola \| \| \| \| \| \| Amiantastis sciospora \| \| \| \| |
|             | Amiantastis brachycasis                                                                                                  |
|             | |
|             | Amiantastis manicola |
|             | |
|             | Amiantastis sciospora |
|             | |